# Pittosporum umbellatum
Pittosporum umbellatum är en tvåhjärtbladig växtart som beskrevs av Joseph Banks, Amp; Sol. och Joseph Gaertner. Pittosporum umbellatum ingår i släktet Pittosporum och familjen Pittosporaceae. Utöver nominatformen finns också underarten P. u. cordatum.